# Hutisko
Hutisko je severní část obce Hutisko-Solanec v okrese Vsetín. Prochází zde silnice II/481. Je zde evidováno 401 adres. Trvale zde žije 901 obyvatel.
Hutisko je také název katastrálního území o rozloze 13,25 km2.

## Název
Ze 17. století je doloženo německé Glass Hütten („skleněná huť“), od 18. století i české Hutisko, které bylo příponou -isko označující místo odvozeno od obecného huť. Jméno vesnice tedy vyjadřovalo místo, kde je huť. Název Hutisko se však používal částečně i v 17. století, jak dokládá např. zápis o koupě luk z roku 1675. 

## Historie
První písemná zmínka o obci pochází z roku 1627.

## Pamětihodnosti
- Fojtství čp. 465